# Lista dos deputados estaduais da 8.ª legislatura de Santa Catarina (1913–1915)
Lista dos deputados estaduais de Santa Catarina - 8.ª legislatura (1913 — 1915).
| Nº | Deputado                                 |
| -- | ---------------------------------------- |
| 1  | Artur Ferreira da Costa                  |
| 2  | Arnaldo Claro São Tiago                  |
| 3  | Benjamin de Sousa Vieira                 |
| 4  | Carlos Luís Büchele                      |
| 5  | Carlos Vítor Wendhausen                  |
| 6  | Dorval Melquíades de Sousa               |
| 7  | Emílio Blum                              |
| 8  | Francisco Ferreira de Albuquerque        |
| 9  | Francisco Tavares da Cunha Melo Sobrinho |
| 10 | Fúlvio Aducci                            |
| 11 | Gustavo Lebon Régis                      |
| 12 | Hugo de Oliveira Ramos                   |
| 13 | João Alcântara da Cunha                  |
| 14 | João Pinho                               |
| 15 | Joe Collaço                              |
| 16 | José Acácio Soares Moreira               |
| 17 | Luís de Oliveira Leite                   |
| 18 | Luís de Vasconcelos                      |
| 19 | Manuel Tiago de Castro                   |
| 20 | Marcos Konder                            |
| 21 | Otacílio Vieira da Costa                 |
| 22 | Paulo Zimmermann                         |
| 23 | Pedro Cristiano Feddersen                |
| 24 | Sebastião da Silva Furtado               |

Com a morte do deputado Carlos Luís Büchele foi eleito para sua vaga em 21 de setembro de 1913 Eliseu Guilherme da Silva.